# 아메리카를 위한 볼리바르 동맹
아메리카를 위한 볼리바르 동맹(스페인어: Alianza Bolivariana para los Pueblos de Nuestra América, 약칭:ALBA(스페인어로 새벽)) 혹은 새로운 아메리카의 민중을 위한 볼리바르 동맹은 라틴 아메리카와 카리브 제도 나라 사이의 사회, 정치, 경제 통합의 이상에 기반한 국제 협력 기구이다. 독립운동을 했던 시몬 볼리바르의 이름을 땄다.
베네수엘라 정부가 미국이 제안한 미주자유무역지대 (Free Trade Area of the Americas)의 대안으로서 처음 제안해 창설됐다. 현재 베네수엘라, 쿠바, 니카라과, 볼리비아, 온두라스 등 9개국이 아메리카를 위한 볼리바르 동맹에 가입했다.

ALBA 참가국의 지도

| ALBA 회원 국가        |
| 쿠바                  |
| 베네수엘라            |
| 니카라과              |
| 볼리비아              |
| 온두라스              |
| 앤티가 바부다         |
| 에콰도르              |
| 세인트빈센트 그레나딘 |
| 도미니카 연방         |

## 원칙
ALBA는 신자유주의적인 무역과 대비되는 방식으로 교류를 하고자 하며, 다음과 같은 원칙들을 표방한다.
- 이윤이 아닌 국민들의 삶을 향상. 협력을 바탕으로 회원국 간의 무역과 투자 증진.
- 모든 회원국 국민들에게 무상의료와 무상교육
- 회원국의 에너지 자원 통합
- 미국과 지역 신자유주의 매체에 대응하는 대안 매체를 통한 남미의 정체성
- 회원국의 토지를 재분배와 식량안보
- 국영 기업을 육성
- 기본 산업을 발전시켜 경제적으로 독립
- 노동운동, 학생운동, 사회운동을 장려
- 친환경적인 사업

## 참고할 글들
1. ↑  Shawn Hattingh, ALBA : 신자유주의의 지역적 대안을 만들고 있나? 보관됨 2014-09-16 - 웨이백 머신 김혜숙 번역.

## 같이 보기
- 시몬 볼리바르